# 沃德陶厄山
沃德陶厄山（英語：Ward Tower）是南極洲的山峰，位於奧次地，處於奧爾德里奇山東北面6公里，屬於不列顛嶺的一部分，由美國南極名稱諮詢委員命名，現時由南極條約體系管理。